# فمیلی فورس ۵
اف‌اف۵ (که قبلا با نام‌های، فمیلی فورس ۵، دِ فمیلی، گروند نویز و دِ برادرز شناخته می‌شد) یک گروه کریستین راک آمریکایی از آتلانتا، جورجیا است.  گروه در سال ۲۰۰۴ توسط برادران سالومون «سول گلو اکتیویتور» اولدز، جاشیوا «فتی» اولدز و جیکوب «کرونتون» اولدز به همراه دو دوست خود، ناتان «ناددی» کورین و برد «۲۰ سنت» الن که بعداً جایگزین شد، تشکیل شد. توسط درک «چپستیک» کوه. این گروه پنج آلبوم استودیویی، نه آلبوم چندآهنگه و دو آلبوم ریمیکس منتشر کرده است. آن‌ها اغلب به خاطر شخصیت‌های پرحاشیه، پارتی‌محور و ترکیبی متنوع از ژانرها، از رپ متال تا رقص پاپ، مورد توجه قرار می‌گیرند.
در سال ۲۰۱۸، دو عضو باقیمانده، جیکوب و جاشوا اولدز، نام گروه را به عنوان اف‌اف۵ تغییر دادند و ای‌پی ال کومپدره را در ۲ مارس همان سال منتشر کردند.  گروه آخرین برنامه خود را در ۱۷ مارس همان سال اجرا کرد. 